# Артюшкино (Ульяновська область)
Артюшкино (рос. Артюшкино) — село в Сенгилєєвському районі Ульяновської області Російської Федерації.
Населення становить 824 особи. Входить до складу муніципального утворення Тушнинське сільське поселення.

## Історія
Населений пункт розташований на території українського культурного та етнічного краю Жовтий Клин.
Від 2004 року входить до складу муніципального утворення Тушнинське сільське поселення.

## Населення
| 2010 |
| ---- |
| 824  |